# Nankana Sahib (Distrikt)
Der Distrikt Nankana Sahib ist ein Verwaltungsdistrikt in Pakistan in der Provinz Punjab. Sitz der Distriktverwaltung ist die gleichnamige Stadt Nankana Sahib.
Der Distrikt hat eine Fläche von 2960 km² und nach der Volkszählung von 2017 1.356.374 Einwohner. Die Bevölkerungsdichte beträgt 458 Einwohner/km². Im Distrikt wird zur Mehrheit die Sprache Panjabi gesprochen.

## Lage
Der Distrikt befindet sich im Norden der Provinz Punjab, die sich im Westen von Pakistan befindet.

## Geschichte
Der Distrikt entstand 2005 aus Teilen von Sheikhupura.

## Demografie
Zwischen 1998 und 2017 wuchs die Bevölkerung um jährlich 1,38 %. Von der Bevölkerung leben ca. 18 % in städtischen Regionen und ca. 82 % in ländlichen Regionen. In 215.934 Haushalten leben 691.944 Männer, 664.359 Frauen und 71 Transgender, woraus sich ein Geschlechterverhältnis von 104,2 Männer pro 100 Frauen ergibt und damit einen für Pakistan häufigen Männerüberschuss.
| Jahr | Einwohnerzahl |
| ---- | ------------- |
| 1998 | 1.044.865     |
| 2017 | 1.356.374     |

Die Alphabetisierungsrate in den Jahren 2014/15 bei der Bevölkerung über 10 Jahren liegt bei 66 % (Frauen: 59 %, Männer: 75 %) und liegt damit über dem Durchschnitt der Provinz Punjab von 63 %.